# Eidetikus memória
Az eidetikus memória inkább egy hosszabb utóképre vonatkozik, ahol is az alany egy képet annak egyszeri megnézése után akár csak egy rövid időre részletgazdagon megjegyez, és ehhez nem használ mnemotechnikákat. Az eidetikus szó jelentése: vizuális képek rendkívül részletes és élénk felelevenítéséhez kapcsolódó, és a görög εἶδος (eidosz) szóból ered, melynek jelentése: „látott.”

## Eidetikus versus fotografikus
Népszerű definíciója szerint az eidetikus memória vagy fotografikus memória, az ilyen képességű ember képes képeket, hangokat, tárgyakat extrém pontossággal, tömegesen, emlékezetből felidézni. Az eidetikus memória szempontjából ez egy félreértés; az eidetikus memória nem ez. Annette Kujawski Taylor szerint ez nem korlátozódik a látásra, hanem a képhez társított egyéb érzékletek is ugyanígy megőrződnek. Andrew Hudmon szerint a fotografikus memória ritka, és az eidetikus memóriával megjegyzett kép az epizodikus memóriához hasonlóan torzításoknak és hozzáadásoknak van kitéve annak ellenére, hogy az alany arról számol be, mint aki még mindig látja.
Az eidetikus memóriával bírók, az eidetikusok élénk utóképről számolnak be a látóterükben, melyet szemükkel végigszkennelhetnek. Szemben a mentális képalkotással, ezek a képek kivetülnek a külvilágba, és a külső térben levőként jelennek meg, nem a lelki szemek előtt. Ezek a képek percekkel az eredeti inger eltávolítása után kezdenek el halványulni. Lilienfeld  és társai szerint az eidetikusok képesek az általuk a memóriában tartott kép tökéletes vagy majdnem tökéletes leírására, mint ahogy a legtöbb ember képes egy szemük előtt álló festményt leírni.
Ezzel szemben a fotografikus memória az a képesség, hogy az alanyok a képek mellett szövegeket, számokat, hangokat, és más érzékleti élményeket képesek nagy pontossággal előhívni, az eidetikus memóriára jellemző vizualizációtól függetlenül. Úgy írják le, mint egy olyan képességet, hogy valaki rápillant egy oldalra, utána pedig majdnem tökéletesen felidézi emlékezetből. Ennek a képességnek a valódiságát nem sikerült igazolni.

## Előfordulása
A legtöbb eidetikus tipikusan kisgyerek, és úgy néz ki, hogy felnőttekben nagyon ritka. Hudmon szerint a kisgyerekeknek nagyobb az eidetikus agyi kapacitása, mint a felnőtteknek; ami azt jelzi, hogy a fejlődés folyamán valami gátat szab neki, például a nyelvelsajátítás. A 6 - 12 éves gyermekek 2-10 százaléka bír eidetikus memóriával. Elméletek szerint a nyelvelsajátítás és az absztrakt gondolkodás fejlődése miatt a gyerekek egyre kevésbé hagyatkoznak a képi emlékezetre. Azonban a kutatások nem találtak kapcsolatot az eidetikus memória és bármely kognitív, intellektuális, neurológiai vagy érzelmi képességgel.
Néhány felnőttnek kiváló az emlékezőképessége, de ez erősen specializált és nem kötődik intelligenciához. Extrém esetekben, mint Kim Peek vagy Seresevszkij esetén, korlátozottak a szociális képességek.  Kim Peek valóban eidetikus volt, Seresevszkijt szinesztéziája és mentális képalkotása segítette, melyet később mnemotechnikákkal egészített ki.
Herman Goldstine szerint Neumann János matematikus képes volt minden általa olvasott könyvre visszaemlékezni.

## Szkepticizmus
Először az 1970-es években merültek fel kételyek az eidetikus memória létezésével szemben, amikor Charles Stromeyer Elizabethet tanulmányozta, akit később feleségül is vett. A nő azt állította, hogy emlékezetéből elő tud hívni egy olyan verset, ami egy általa nem ismert nyelven íródott, még évekkel azután is, hogy a verset látta. Azt is állította, hogy olyan élénken fel tud idézni egy véletlen ponthalmazt, hogy azt a kiegészítő párjával együtt sztereografikus képpé tudja kombinálni. Dokumentációk szerint ő volt az első és egyetlen személy, aki átment ezen a teszten. Azonban a tesztelés módszerei megkérdőjelezhetők, már csak a házasság miatt is, ami elfogultságot jelezhet. A gyanút erősíti, hogy a tesztet nem ismételték meg, mert Elizabeth nem járult hozzá. Joshua Foer újságíró a nyomozás eredményeit 2006-ban a Slate magazinban jelentette meg, koncentrálva a nem szándékos plagializmusra, kibővítve a Moonwalking with Einstein vitával. Azt állította, hogy senki más, akit szigorúan tudományos módon teszteltek, nem produkálta a hosszú távú eidetikus memória jeleit.
Marvin Minsky kognitív tudós a The Society of Mind (1988) című könyvében a fotografikus memóriáról szóló jelentéseket megalapozatlannak nevezte; és az eidetikus memória természetére, pontos definíciójára, vagy akár létezésére sem.
Lilienfeld et al. szerint néhány pszichológus azt hiszi, hogy néhány szerencsés emberben szokatlanul hosszú ideig megmarad egyí ikonikus kép. Folytatva a gondolatot: A legújabb bizonyítékok (Rothen, Meier & Ward, 2012) szerint felmerül a kérdés, hogy létezhet-e valóban fotografikus memória. Az eidetikus memória sem tökéletes: gyakran tartalmaz kisebb hibákat, példáulo olyan ingereket, amelyek nem voltak a képen. Így gyakran még az eidetikus memória is rekonstruktív.
Brian Dunning tudományos szkeptikus író 2016-ban áttekintette az eidetikus, illetve fotografikus memóriáról szóló irodalmat. Arra jutott, hogy nincs meggyőző bizonyíték az eidetikus memória létezésére egészséges felnőttekben, és nincsenek bizonyítékok a fotografikus memória létezésére.

## Megfigyelések
Ahogyan gyermekeken megfigyelték, az eidetikus memória jellemzően úgy működik, hogy az egyén egy képet 30 másodpercig tanulmányoz, és ennek majdnem tökéletes fotografikus emlékét rövid ideig fenntartja, miután elvették - bizonyos eidetikusok azonban azt állítják, hogy az üres vásznon olyan élénken és tökéletes részletességgel „látják” a képet, mintha még mindig előttük lenne.
Mint bármely más emlékezet fajtánál, a visszahívás intenzitása különböző tényezőktől függhet, mint az inger gyakorisága, és időtartama, tudatos észlelés stb. Ez a tény ellentétben áll a kifejezéssel kapcsolatos általános félreértéssel, mely minden esetben állandó és teljes visszaemlékezést feltételez.
Bizonyos emberek, akiknek jó a memóriájuk, azt állítják, hogy az fotografikus. Pontosan kivehető különbségek vannak azonban a feldolgozott információk módjában. Azok az emberek, akik általánosan jól használható memóriájuk van, gyakran használnak mnemonikus egységeket (például egy fogalom felosztása megszámlálható elemre), hogy megőrizzék az információt, míg azok, akiknek eidetikus a memóriája, nagyon specifikus részletekre is emlékeznek, mint hol állt a személy, mit viselt stb. Ők sokkal részletesebben hívhatnak vissza egy eseményt, míg azok, akiknek másfajta a memóriájuk, inkább a mindennapi dolgokra emlékeznek, mintsem specifikus részletekre, amik megtörhették az általános részeket. Meg kell jegyezni azonban, hogy ez a folyamat általában akkor a legszembeszökőbb, mikor az eidetikus memóriájúak erőfeszítést tesznek, hogy különböző részletekre is emlékezzenek.
Az szintén nem szokatlan, hogy néhány ember „szórványos eidetikus memóriát” tapasztal, amikor néhány emléket nagyon részletesen tudnak felidézni. A legtöbb esetben az eidetikus memória ezen szórványos előfordulásai nem tudatosan idéződnek elő.
Egyes tanulmányok szerint a kisgyerekek 5-10%-ának bizonyos mértékű eidetikus memóriája van.

## Kivételes emlékezetű emberek
Néhány autista egyén rendkívüli emlékezőkészséget mutat be, beleértve az autisztikus spektrum zavarban szenvedőket, mint például az Asperger-szindrómások. Az autisztikus „savantok” ritkák, de főleg ők mutatják látványos emlékezet jeleit. A legtöbb autizmussal diagnosztizált egyén azonban nincs eidetikus memória birtokában.
Egy közelebbről tanulmányozott autista Nadia, aki hároméves korában kezdett el realisztikusan rajzolni. Gyermekkorában nagy pontosságú, repetitív rajzokat produkált; már háromévesen perspektívát használt, melyet a legtöbb gyermek nem ér el egészen kamaszkorig. Ezeket a képeket különböző perspektívákból tudta produkálni. Például miután egy mesekönyvben látott egy lovat, azután elkezdett a lovak iránt lelkesedni, számos képet produkált lovakról különböző testhelyzetekben. Pontosan tudott más állatokat, tárgyakat, sőt emberi testrészeket rajzolni, de az emberi arcok kuszák voltak. Másokat kevésbé teszteltek.  Stephen Wiltshire savant képes arra, hogy egy tárgyat megtekintve pontosan és részletesen lerajzolja, még közönség előtt is. Egész városokat lerajzolt emlékezetből, egyetlen rövid helikopteres utazás után. Például New York területének 305 négyzetmérföldjéből készült hatméteres képe egyetlen húszperces helikopteres repülés után készült.
Néhány autista vagy egyéb fejlődési rendellenességben szenvedő embernek csodálatos memóriája van. Az ilyen emberek az úgynevezett Savant-szindrómában szenvednek. A szindrómának két fajtáját különböztetjük meg: a vele születettet, és a később „szerzettet.” A veleszületettek közé tartoznak például a naptárszámolók, a zenei őstehetségek, és azok is - mint például a megasavant Kim Peek -, akik 8 másodperc alatt elolvasnak egy oldalt, amit később 98 százalékos pontossággal képesek felidézni. Megfigyeltek még tehetségeket a művészetek terén is, például 3 dimenzióban rajzolókat, térképmemorizálókat, költőket, festőket és szobrászokat. Daniel Tammet hiba nélkül volt képes felmondani a pí értékét a 22 514 tizedesjegyig. A többieknél valamilyen baleset folytán elszenvedett agykárosodást követően fedeztek fel elképesztő képességeket. Náluk általában a bal oldali frontális és temporális rész sérült. Az ilyen sérülések lehetővé teszik a jobb agyfélteke számára a bal oldal újrahuzalozását. Kísérletek bizonyítják, hogy amikor transzcraniális mágneses stimulációt alkalmaztak valakin (egészséges emberen), az esetek majdnem felében olyan új képessége jött felszínre az illetőnek, melyet korábban soha nem tapasztalt.
Még kevésbé vizsgálták az 1950-es évek Winnie Bamara ausztrál őslakos művészének művészetét.
A szinesztéziát szintén megjelölték mint az auditoros memória erősítőjét, de csak olyan információk esetében, melyek szinesztéziás reakciót idéznek elő. Néhány szinesztéziásnál azonban megfigyelték, hogy a normálnál erősebb a „tökéletes szín” érzékelésük, mellyel képesek színárnyalatokat majdnem tökéletesen összepárosítani hosszabb időszak eltelte után is a kísérő szinesztéziás reakció nélkül.
A hipermnézia egy olyan állapot, amiben az alany életének nagyon pontos részleteire emlékezik; azonban úgy látszik, hogy ez nem terjed ki az önéletrajzhoz nem kapcsolódó dolgokra. Ezzel a képességgel élénken visszahívhatják, hogy mikor kivel voltak, mit viseltek, és hogy érezték magukat egy megadott napon, még évekkel később is. A vizsgálatokba belevont hipermnéziások, mint  Jill Price, agyszkennelési eredményei obszesszív-kompulzív zavarra emlékeztetett. Jill Price kényszeresen feljegyzéseket készített és naplót vezetett; hipermnéziáját ennek tulajdonították. Az állapot hátránya, hogy a hipermnéziások a rossz dolgokra is ugyanúgy emlékeznek, mint a jókra, ami depressziót is okozhat. Félreértés, hogy a hipermnéziának köze lenne az eidetikus memóriához.

## Probléma
A legtöbb vita az eidetikus memória körül jelenleg abból származik, hogy majdnem bármilyen kivételes emlékezeti képességre ráaggatják a kifejezést. A kivételes emlékezőtehetség létezése meglehetősen jól dokumentált, és az öröklött képesség, tanult eljárások, és rendkívüli tudásbázis (több mindenre emlékszel abból, amit értesz, mint semmitmondó, egymáshoz nem kapcsolódó információkra) eredményeként mutatkozik meg. Technikailag azonban az eidetikus memória azt jelenti, hogy valaki képes emlékezni egy érzékelt eseményre vagy tárgyra olyan pontosan, mintha a személy még mindig nézné, vagy hallaná az eredeti tárgyat vagy eseményt.
Majdnem mindenki, aki állítja, hogy neki eidetikus memóriája van, jócskán kívül esik ezen a nagyon szűk meghatározáson. Egy maroknyi új keletű kutatás felvetette, hogy elképzelhető, hogy van néhány ritka egyén, akik képesek limitált mennyiségű eidetikus visszahívásra. Elméletileg ez a visszahívás alapvetően a feldolgozatlan észlelt események „nyers” szenzoros emlékezete (azaz a „nyers” képek mentesek az utólagos (általában automatikus) észlelési feldolgozástól, ami a normális memóriában elválaszthatatlanul kapcsolódik a tárgy identitásának és jelentésének képi információihoz.) A dokumentált eidetikus képességek azonban sokkal korlátozóbbnak, és kevésbé mindennapinak mutatkoznak, mint ahogy általában elképzeljük.
Az első intenzív, strukturált kísérletet az eidetikus memóriával kapcsolatban Erich Jaensch vezette az 1930-as években, és arra kérte alanyait, hogy mondjanak részleteket olyan képekről, melyeket előzőleg a üres szürke képre vetítettek nekik. Jaensch elég magas arányban talált eidetikusokat, de eredményei megkérdőjelezhetők voltak, mert kizárólag szubjektív beszámolók szolgáltak a kísérlet alapjául.
Marvin Minsky, a The Society of Mind című könyvében nem tudta igazolni az eidetikus memóriával kapcsolatos feltételezéseket, és a jelenséggel kapcsolatos híreket „megalapozatlan mítosz”-nak tekintette.
Egy példa eidetikus memóriának tulajdonított kivételes emlékezőtehetségre Adriaan de Groot klasszikus kísérlete sakknagymesterekkel, akik képesek memorizálni a sakkfigurák komplex pozícióját a táblán. Kezdetben úgy találták, hogy ezek a mesterek meglepő mennyiségű információt képesek visszahívni, sokkal többet, mint azok, akik nem voltak ilyen szinten, az eredmény tehát eidetikus képességekre engedett következtetni. Azonban amikor a mestereknek olyan elrendezéseket mutattak be, amik sosem fordulhatnának elő egy játékban, a visszahívásuk semmivel sem volt jobb, mint a náluk gyengébb játékosoknak, arra utalva, hogy kifejlesztettek magukban egy képességet, amivel képesek bizonyos típusú információkat rendszerezni, nem pedig eidetikus képességeket birtokolva születtek.
Egy - a Talmudot tanulmányozó - Shass Pollaknak nevezett csoport tagjai képesek voltak felidézni a babiloni Talmud mind az 5422 oldalát. Őket egy George Stratton nevű pszichológus tesztelte úgy, hogy keresztülszúrt egy tűt a Talmud oldalain, a Shass Pollak tagjai pedig gond nélkül megmondták, hogy melyik oldalon melyik szót szúrta át. A teszt ellenére azonban ezt a képességet inkább annak tulajdonították, hogy a csoport tagjai kiválóan memorizálták az egész könyvet.
További bizonyíték az eidetikus memória létezésével kapcsolatos szkepticizmusra, egy egyáltalán nem tudományos esemény: The World Memory Championships (Memória-világbajnokság). Ez a minden évben megrendezett verseny különböző emlékezetágakban, majdnem teljes mértékben vizuális feladatokon alapul (10-ből 9 feladatot vizuálisan mutatnak be, a maradék egyet pedig csak hallják a versenyzők). Mivel a nyertesek komoly pénzösszeget vihetnek haza (2010-ben a világbajnokság összdíjazása 90 000 dollár volt), vonzania kellene azokat embereket, akik könnyedén képesek megoldani ezeket a teszteket a bemutatott anyag képeinek felidézésével. Valójában azonban még soha, egyetlen emlékezet bajnok sem számolt be arról, hogy eidetikus memóriája volna (a versenyt 1990 óta rendezik meg). Ehelyett kivétel nélkül minden nyertes mnemonistnak hívja magát, és bízik a mnemonikus stratégiák használatában, főleg a helyek módszerében.

## Fordítás
Ez a szócikk részben vagy egészben  az   Eidetic memory című angol Wikipédia-szócikk fordításán alapul.  Az eredeti cikk szerkesztőit annak laptörténete sorolja fel. Ez a jelzés csupán a megfogalmazás eredetét és a szerzői jogokat jelzi, nem szolgál a cikkben szereplő információk forrásmegjelöléseként.